# Боярка (Удмуртия)
Боя́рка — деревня в Каракулинском районе Удмуртии, административный центр муниципального образования «Боярское».

## География
Боярка располагается в юго-восточной части Удмуртии, в 1 км от правого берега реки Камы, в 21 км к северо-востоку от районного центра села Каракулино, в 11 км к юго-западу от села Галаново, в 46 км к юго-востоку от города Сарапула и в 98 км от столицы Удмуртии Ижевска.

## История
Впервые упоминается в «Писцовой книге Казанского уезда 1647—1656 г.» как деревня Новая Боярка (Антипина) в дворцовой Сарапульской волости Арской дороги Казанского уезда: «Деревня, что был починок Новой Боярка, Антипин то ж. Крестьянские пашни Савки Маслова три длинника, четыре поперечника, итого двенатцать десятин в три поля, а в одно поле четыре десятины, а в дву по тому ж. В другом месте Петрушки Хоркова два длинника, три поперечника, итого шесть десятин в три поля, а в одно поле две десятины, а в дву по тому ж. Терешки да Исачка Антипиных два длинника, пять поперечников, итого десять десятин в поле, а в дву по тому ж. Ивашка Лобанова один длинник, один поперечник с третью, итого десятина с третью в поле, а в дву по тому ж. Бобыля Максимка Полапуженина пашни десятина в поле, а в дву по тому ж. И всего деревни Бояркины пашни осмнатцать десятин с третью в поле, а в дву по тому ж».
С 1780 года — в Сарапульском уезде Вятского наместничества (с 1796 года — Вятской губернии). В конце XVIII века в Боярке была открыта православная Покровская церковь и деревня стала селом.
4 ноября 1926 года был образован Каракулинский район и село Боярка вошло в его состав. Постановлением ВЦИК от 22 октября 1937 года село, в составе Каракулинского района, передано из Кировской области в состав Удмуртской АССР.
С 2006 года Боярка является административным центром муниципального образования «Боярское».

## Население
| 2010 | 2012 |
| ---- | ---- |
| 417  | ↘410 |

## Топографические карты
- Лист карты O-40-133. Масштаб: 1 : 100 000. Состояние местности на 1982 год. Издание 1983 г.